# Spilogona deflorata
Spilogona deflorata är en tvåvingeart som först beskrevs av Holmgren 1872.  Spilogona deflorata ingår i släktet Spilogona och familjen husflugor. Inga underarter finns listade i Catalogue of Life.